# Fahrnisgemeinschaft
Bei der Fahrnisgemeinschaft (luxemburgisch: Fahrnis- und Errungenschaftsgemeinschaft) handelt es sich um einen ehelichen Güterstand.
Sie ist eine Form der beschränkten Gütergemeinschaft, und zwar als Gemeinschaft der Fahrnis und der Errungenschaft. Neben den Errungenschaften wie in der Errungenschaftsgemeinschaft steht auch die voreheliche Fahrnis den Eheleuten gemeinschaftlich zu.
Sie war bis zu ihrer Abschaffung durch das Gleichberechtigungsgesetz im Jahre 1958 in den §§ 1549 ff BGB als Wahlgüterstand geregelt, konnte also durch Ehevertrag vereinbart werden. Vor Inkrafttreten des BGB im Jahre 1900 war sie in Baden und dem Rheinland aufgrund der Geltung des Code civil der gesetzliche Güterstand.
In Frankreich war sie früher der gesetzliche Güterstand („communauté de meubles et acquêts“).
In Luxemburg ist sie eine mögliche vertragliche Gütergemeinschaft